# Tambora (vulkaan)
De Tambora is een stratovulkaan op het Indonesische eiland Sumbawa. De vulkaan bevindt zich op het Sanggar schiereiland hiervan en maakt deel uit van de Sandoboog. In het noorden grenst het schiereiland aan de Floreszee, in het zuiden aan de Saleh-baai. De Tambora ligt ongeveer 340 kilometer ten noorden van de Sundatrog. Op zeeniveau heeft de vulkaan een diameter van zo'n 60 kilometer.

## Geschiedenis
Naar schatting is de Tambora 57.000 jaar geleden gevormd.
Met behulp van C14-datering is vastgesteld dat er in ieder geval drie uitbarstingen hebben plaatsgevonden voorafgaand aan die van 1815.
De laatste bekende uitbarsting vond plaats in 1967, maar dit was slechts een kleine uitbarsting. In augustus-september 2011 steeg het activiteitsniveau van I naar II.

### Uitbarsting van 1815
Op 10 april 1815 barstte de vulkaan uit. Met een vulkanische-explosiviteitsindex van 7 was dit de grootste uitbarsting die ooit door mensen is beschreven. De oorspronkelijk ongeveer 4200 meter hoge vulkaan verloor hierbij ongeveer een derde van zijn hoogte en meet sindsdien circa 2800 meter. Er ontstond een krater met een diameter van zes kilometer. Het jaar 1816 ging als gevolg van deze eruptie de boeken in als het Jaar zonder zomer.
Sinds 2006 vindt archeologisch onderzoek plaats naar de beschaving die ter plaatse bestond voor de vulkaanuitbarsting van 1815. Dit nadat de vulkanoloog Haraldur Sigurdsson in 1988 de eerste overblijfselen had aangetroffen.